# Bylo nás šest
Bylo nás šest je šestidílný československý televizní seriál z roku 1986, natočený režisérem Jiřím Adamcem podle scénáře Jiřího Bednáře a Karla Štorkána.

## Děj
Šest kamarádů z Malé Doubravky právě odmaturovalo a chystají se na studia do Prahy. Jirka jde studovat na přání otce ekonomii, ale raději má hudbu. Jeho přítelkyně Radka bude studovat archeologii, její odjezd je však ohrožen, protože její maminka onemocní a její bratři chtějí, aby zůstala doma a starala se o ně. Hanka jde v matčiných stopách studovat herectví, basketbalistka Eva půjde na FTVS UK. Sukničkář Honza jde na stavební fakultu, pochází z chudé rodiny a snaží si přivydělat sázením. Ivan bude studovat práva, i když by jej otec raději viděl jako číšníka, který vydělává velké peníze.
Jirka se na škole se spolubydlícím Georgem snaží založit hudební skupinu, přijde však jen Maximiliána, která jej seznámí s hudebníkem Zimou a ten mu sjedná večerní hraní v restauraci. Eva, která bydlí na koleji s Radkou a studentkou archeologie Eliškou, nestíhá studium a hraní basketbalu v klubu. Eliška se jí snaží najít podobně vysokého partnera. Radka si pozdním příchodem znepřátelí mladého asistenta Dušana Váchu. Honza zaujme učitele svým matematickým talentem. Studenti se Váchovi pomstí za jeho přísnost a nároky a vylepí na dveře, že přednáška odpadá z důvodu Váchovy nemoci. Přijde pouze Radka, ta jej přemluví, aby to nechal být a on ji pozve na kávu. Honza doučuje spolužačku Jitku, které se líbí.
Hanka se již vidí ve filmu, nevěnuje se příliš škole a uhání asistenta režie, aby jí sehnal roli ve filmu. Honza si vypůjčí peníze na sázku od Ivana. Vyhraje 27 000 Kčs, nakoupí mamince hodně dárků k Vánocům a domů přijede taxíkem. Naopak Jirka zůstane s Maximiliánou v Praze, ta zapomene poslat Jirkův omluvný telegram rodičům a otec jej na Štědrý den vyhledá v Praze. Ten chce skončit se školou a živit se hraním na klavír v barech, ovšem Zima mu odmítne sehnat místo, že prý už berou jen hudebníky s kvalifikací. Na silvestrovském večírku se Ivan domáhá části výhry, ovšem Honza tvrdí, že Ivan mu ty peníze pouze půjčil, ne dal, takže mu vrátí jen 500 korun. Eva odjela na Eliščino pozvání slavit Silvestra na chatě, tam se jí nelíbí, proto v noci odejde a čeká na zastávce na autobus. Tam ji uvidí projíždějící Standa a vezme ji autem do Prahy. S automechanikem a plochodrážním závodníkem Standou si Eva rozumí.
Ivan stále myslí na Honzovu nespravedlnost a chce se s ním soudit, spolužačka Anička mu to rozmluví, Ivan vymyslí pomstu. Řekne Honzovi, že zkoušel sázet sám, ovšem nevyhrál, ale pamatuje si výherní čísla, která se shodují s těmi, která vždy sází Honza. Ten z radosti z výhry pozve kamarády do luxusní restaurace, utrácejí za nejdražší jídla, Honza se v šatně dozví skutečná výherní čísla a zjistí, že jej Ivan podvedl. Útratu zaplatí z posledních peněz z výhry.
Jirka odejde ze školy, začne pracovat na stavbě a připravovat se na přijímačky na hudební akademii. Honza snadno složí zkoušky a snaží se pomáhat Jitce, ta ho pozve, aby se učili u ní doma na Moravě, kde jej představí jako svého snoubence. Radce stále nadbíhá asistent Vácha, ta však myslí na Jirku a pošle píseň, kterou jí složil, do soutěže Píseň pro májovou Prahu, jeho písnička vyhraje.
Standa nepřijde na rande, Eva se později dozví, že při autonehodě zachránil dvě děti, ale sám se těžce zranil. Standa leží v nemocnici a nechce nikoho vidět, ale Eva se nevzdává. Nakonec spolu prázdniny stráví v rehabilitačním centru. Ivanův bratr Vladimír si nelegálně přivydělával v práci, přišlo se na to, Vladimír pije a chce se rozvést. Jeho žena Olina konečně otěhotní, nakonec spolu zůstanou, ale budou se muset odstěhovat ze svého domu.
Hanka natáčí drobnou filmovou roli, potká ji její profesor. Na zkouškách ve škole se příliš nesnaží a kvůli absencím, nevěnování se škole a nedovolenému filmování v 1. ročníku ji ze školy vyhodí.
Honza je za svou studentskou práci oceněn jako první výherce z prvního ročníku v historii. Jitka zkoušky neudělá, uvidí Honzu s jinou studentku a rozejde se s ním. Jirka neudělá přijímačky, usmíří se s Radkou. Všichni kromě Jirky, který chce přes léto zůstat v Praze na léto, aby si vydělal před vojnou, odjíždějí vlakem domů. Asistent Vácha věnuje Radce knihu básní a poděkuje jí, že mu otevřela oči, že nemusí být tak přísný kantor. Hanka nastoupí do sboru divadla, kde hraje její matka. Jirka na poslední chvíli stihne nastoupit do vlaku.

## Herecké obsazení
| Monika Žáková        | Radka       |
| Jan Šťastný          | Jirka       |
| David Matásek        | Honza       |
| Martin Zounar        | Ivan        |
| Ivana Chýlková       | Eva         |
| Veronika Gajerová    | Hanka       |
| Vladimír Dlouhý      | Dušan Vácha |
| Jiří Bartoška        | Zima        |
| Mahulena Bočanová    | Maxmiliána  |
| Nela Boudová         | Anička      |
| Jiří Krejčík         | režisér     |
| Antonín Navrátil     | Luděk       |
| Jana Paulová         | Olina       |
| Miroslava Pleštilová | Eliška      |
| Regina Řandová       | Jitka       |
| Alois Švehlík        | Doc. Huml   |
| Petr Svárovský       | Ondřej      |
| Sagvan Tofi          | George      |
| Miroslav Vladyka     | Standa      |
| Ivan Trojan          | Petr        |

## Seznam dílů
1. Loučení
2. Vysokoškoláci
3. Málo štědré Vánoce
4. Výhra
5. Píseň pro májovou Prahu
6. Období zkoušek